# Inge Nilsson
Inge Nilsson (né le 19 octobre 1918 et décédé le 7 août 2000) est un athlète suédois spécialiste du sprint. Il devient champion d'Europe de relais 4 × 100 m en 1946 à Oslo

## Biographie

### Palmarès
| Date | Compétition           | Lieu | Résultat | Épreuve   | Performance |
| ---- | --------------------- | ---- | -------- | --------- | ----------- |
| 1946 | Championnats d'Europe | Oslo | 1er      | 4 × 100 m | 41 s 5      |